# Музей військової медицини (Мадрид)
Музей військової медицини (ісп. Museo de la Farmacia Militar) — музей у столиці Іспанії місті Мадриді, присвячений історії військової медицини в Іспанії.

## Загальні дані
Музей розташований у старовинній будівлі Академії військової медицини
Адреса музею:
Вулиця Ембахадорес, 75, м. Мадрид (Іспанія).

## З історії та колекції
Музейний заклад засновано Рафаелем Рольданом Ґерреро (Rafael Roldán Guerrero) у 1928 році, і він розповідає про початок військової медицини в Іспанії.
Більша частина зібрання міститься в підвальному приміщенні. Загалом у музеї 13 зал.